# 「神公演予定」～因諸多因素、也有可能無法成為神公演、望體諒
「神公演予定」～因諸多因素、也有可能無法成為神公演、望體諒（日语：「神公演予定」＊諸般の事情により、神公演にならない場合もありますので、ご了承ください。）是日本女子偶像組合AKB48於2009年4月25日至26日在NHK會館舉行的演唱會。

## 概要
- 這次演唱會首先在「AKB48 重溫時間 最佳曲目100 2009」演唱會中披露會於2009年4月25日及26日在NHK會館舉行演唱會[2]。
- 於4月18日畢業的成員早乙女美樹在演唱會中回歸[3][4]。
- 第3場公演為大島麻衣、川崎希及早野薰的畢業表演[5][6][7][8]。
- 大島優子因為要接受喉嚨手術，因此不能夠在演唱會中演出，只能擔任MC[9][10][11]。

## 參加成員
團隊所屬以演出時為準
- AKB48
  - Team A
    - 板野友美、大島麻衣、北原里英、小嶋陽菜、佐藤亞美菜、佐藤由加理、篠田麻里子、高城亞樹、高橋南（高橋みなみ）、中田千智（中田ちさと）、藤江麗奈（藤江れいな）、前田敦子、峯岸南（峯岸みなみ）、宮崎美穗

  - Team K
    - 秋元才加、大島優子（只擔任MC）、大堀惠、奧真奈美、小野惠令奈、河西智美、倉持明日香、小林香菜、佐藤夏希、近野莉菜、成瀨理沙、野呂佳代、早野薫、增田有華、松原夏海、宮澤佐江

  - Team B
    - 浦野一美、多田愛佳、柏木由紀、片山陽加、小原春香、指原莉乃、田名部生來、仲川遥香、中塚智實、仲谷明香、仁藤萌乃、平嶋夏海、米澤瑠美、渡邊麻友

  - Team研究生
    - 石田晴香、岩佐美咲、內田真由美、瓜屋茜、大家志津香、上遠野瑞穗、菊地彩香（菊地あやか）、小森美果、佐藤堇（佐藤すみれ）、鈴木紫帆里、鈴木瑪莉亞（鈴木まりや）、野中美鄉、林彩乃、前田亞美、松井咲子
- SKE48
  - Team S
    - 桑原瑞希（桑原みずき）、中西優香、松井珠理奈、松井玲奈、松下唯、山下萌（山下もえ）

### 只參加第1場公演
- SKE48
  - Team S
    - 大矢真那、小野晴香、新海里奈、高田志織、出口陽、平田璃香子、平松可奈子、矢神久美、高井月奈（高井つき奈）、森紗雪

  - Team KII候補生（2期生）
    - 赤枝里里奈、阿比留李帆、井口栞里、石田安奈、磯原杏華、市原佑梨、內山命、大島風薰、加藤智子、加藤琉美（加藤るみ）、鬼頭桃菜、齊藤真木子、齋藤優菜、高柳明音、前田榮子、橋本步（橋本あゆみ）、林星香、古川愛李、松本梨奈、間野春香、向田茉夏、山田澪花、若林倫香

  - 研究生
    - 稻垣保奈美（稻垣ほなみ）、佐藤聖羅、佐藤實繪子
- 畢業成員
  - 早乙女美樹

### 只參加第3場公演
- AKB48
  - Team B
    - 佐伯美香
- 畢業成員
  - 折井步（折井あゆみ）、川崎希、星野滿（星野みちる）

### 休演
- AKB48
  - Team K
    - 梅田彩佳

## 曲目[12]
- 所有時間為日本時間。

### 第1場公演
- 舉行日期及時間：4月25日、入場時間17:00、出演時間18:00[1]
- 表演前播報：高橋南

1. overture
2. 骨頭華爾茲（ほねほねワルツ） - 篠田、前田敦、大島麻、小嶋
3. 化作滾石吧（転がる石になれ） - Team K
4. 正在戀愛中（ただいま 恋愛中） - Team A、瓜屋、野中
5. 呀喝B！（ワッショイB!） - Team B、岩佐、內田
6. MC1 - Team B、岩佐、內田
7. 手牽手（手をつなぎながら） - Team S
8. 情歌般的下課鈴（チャイムはLOVE SONG） - Team S
9. MC2 - Team S、稻垣、佐藤聖、佐藤實
10. SKE48 - Team S、Team KII
11. 黑色天使（黒い天使） - 藤江、前田敦、高城
12. 天使的尾巴（天使のしっぽ） - 柏木、多田、仲谷
13. 帶我去溫布頓（ウィンブルドンへ連れて行って） - 矢神、高井、森
14. 雨中動物園（雨の動物園） - 小野、早野、倉持、野呂、奧、近野、松原、小林
15. 種子 - no3b（小嶋、高橋、峯岸）
16. MC3 - no3b（小嶋、高橋、峯岸）
17. 初戀衝刺（初恋ダッシュ） - 走廊奔跑隊（渡邊、仲川、平嶋、多田）
18. 幹勁煙花（やる気花火） - 走廊奔跑隊（渡邊、仲川、平嶋、多田）
19. 洄遊魚的容積（回遊魚のキャパシティ） - Team K
20. 就要做女高中生（女子高生はやめられない） - Team B、內田、小森
21. 女高中生睡美人（JK眠り姫） - Team A、松井咲、野中
22. MC4 - 野呂、浦野、大堀
23. 櫻花的花瓣們（桜の花びらたち） - Team研究生、SKE48（石田、岩佐、內田、大家、上遠野、菊地、小森、佐藤堇、鈴木紫、鈴木瑪、林、前田亞、松井咲、桑原、中西、松井玲、松下、山下）
24. 裙襬飄飄（スカート、ひらり） - 前田敦、高橋、小嶋、大島麻、小野、渡邊、松井珠
25. 想見你（会いたかった） - Team A、K、B（北原、佐藤亞、中田、宮崎、秋元、大堀、奧、河西、倉持、小林、近野、野呂、增田、宮澤、浦野、多田、柏木、片山、小原、指原、仲川、中塚、平嶋、他多數）
26. 制服真礙事（制服が邪魔をする） - 板野、大島麻、小嶋、篠田、高橋、高城、前田敦、峯岸
27. 曾不屑一顧的愛情（軽蔑していた愛情） - 板野、大島麻、小嶋、篠田、高橋、高城、前田敦、峯岸、秋元、小野、河西、倉持、小林、佐藤夏、宮澤、增田
28. BINGO! - 4、5期生（佐藤亞、成瀨、北原、瓜屋、宮崎、仁藤、石田、內田、小原、指原、藤江、近野、大家、中塚、中田、中西）
29. 我的太陽（僕の太陽） - 秋元、大堀、奧、小林、倉持、野呂、增田、松原、浦野、多田、片山、仲川、平嶋、米澤、田名部、仲谷、菊地
30. 妳正在看着夕陽嗎？（夕陽を見ているか?） - 板野、前田敦、小嶋、高橋、峯岸、小野、河西、宮澤、柏木、渡邊
31. 浪漫，不需要（ロマンス、イラネ） - 大島麻、北原、佐藤亞、佐藤由、篠田、高城、高橋、中田、藤江、宮崎、秋元、奧、大堀、倉持、小林、近野、野呂、松原、增田、多田、浦野、片山、小原、指原、平嶋、仲川、中塚、仲谷、仁藤、米澤
32. Baby! Baby! Baby! - Team A、K、B
33. 大聲鑽石（大声ダイヤモンド） - AKB48、松井珠、松井玲、中西、桑原、松下、山下
34. 10年櫻（10年桜） - AKB48、松井珠、松井玲、中西、桑原、松下、山下
35. MC5
36. 為了誰 -What can I do for someone?-（誰かのために〜What can I do for someone?〜） - AKB48、松井珠、松井玲、中西、桑原、松下、山下

安可曲
1. AKB參上! - AKB48
2. 機尾雲（ひこうき雲） - AKB48
3. MC6 - AKB48、松井珠、松井玲、中西、桑原、松下、山下
4. 想見你 - AKB48、松井珠、松井玲、中西、桑原、松下、山下

- 表演後播報：高橋南

※瓜屋茜宣佈畢業；戶賀崎智信發表第2劇場。

### 第2場公演
- 舉行日期及時間：4月26日、入場時間12:00、出演時間13:00[1]
- 表演前播報：秋元才加

1. overture
2. 沙灘的櫻桃（渚のCHERRY） - 浦野（中心）、前田敦、小野、松井珠
3. 初日 - Team B、岩佐、內田
4. RUN RUN RUN - Team A、野中、鈴木紫
5. 梅樂斯之路（メロスの道） - Team K、鈴木瑪
6. MC1 - Team K
7. Glory days - 桑原、松井珠、中西
8. 睡衣兜風（パジャマドライブ） - 平嶋、渡邊、仲川
9. 你是天馬（君はペガサス）- 宮澤、秋元、佐藤夏、野呂
10. 傲嬌女生（ツンデレ！） - 佐藤亞、板野、北原
11. 純愛的漸強音（純愛のクレッシェンド） - 指原、河西、仁藤
12. 雨珠鋼琴師（雨のピアニスト） - 松井玲、山下、松下
13. 玻璃般的我愛你（ガラスの I LOVE YOU） - 前田敦、小野、宮崎、柏木
14. 種子 - no3b（小嶋、高橋、峯岸）
15. MC2 - no3b（小嶋、高橋、峯岸）
16. 初戀衝刺 - 走廊奔跑隊（渡邊、仲川、平嶋、多田）
17. 幹勁煙花 - 走廊奔跑隊（渡邊、仲川、平嶋、多田）
18. 暴風驟雨之間（スコールの間に） - Team A、野中、松井咲
19. 暹羅貓（シャムネコ） - Team K、佐藤堇
20. 水手夢見了風暴（水夫は嵐に夢を見る） - Team B、內田、岩佐
21. MC3 - Team B、內田、岩佐
22. 櫻花的花瓣們 - 石田、上遠野、前田亞、菊地、內田、瓜屋、大家、鈴木紫、林、鈴木瑪、佐藤堇、岩佐、松井咲、小森、中西、松井玲、桑原、松下、山下
23. 裙襬飄飄 - 前田敦、高橋、小嶋、大島麻、小野、渡邊、松井珠
24. 想見你 - Team A、K、B（北原、佐藤亞、中田、宮崎、秋元、大堀、奧、河西、倉持、小林、近野、野呂、增田、宮澤、浦野、多田、柏木、片山、小原、指原、仲川、中塚、平嶋、他多數）
25. 制服真礙事 - 板野、大島麻、小嶋、篠田、高橋、高城、前田敦、峯岸
26. 曾不屑一顧的愛情 - 板野、大島麻、小嶋、篠田、高橋、高城、前田敦、峯岸、秋元、小野、河西、倉持、小林、佐藤夏、宮澤、增田
27. BINGO! - 4、5期生（佐藤亞、成瀨、北原、瓜屋、宮崎、仁藤、石田、內田、小原、指原、藤江、近野、大家、中塚、中田、中西）
28. 我的太陽 - 秋元、大堀、奧、小林、倉持、佐藤夏、野呂、增田、松原、浦野、多田、片山、仲川、平嶋、米澤、田名部、仲谷、菊地
29. 妳正在看着夕陽嗎？ - 板野、前田敦、小嶋、高橋、峯岸、小野、河西、宮澤、柏木、渡邊
30. 浪漫，不需要 - 大島麻、北原、佐藤亞、佐藤由、篠田、高城、高橋、中田、藤江、宮崎、秋元、奧、大堀、倉持、小林、近野、野呂、松原、增田、多田、浦野、片山、小原、指原、平嶋、仲川、中塚、仲谷、仁藤、米澤
31. Baby! Baby! Baby! - Team A、K、B
32. 大聲鑽石 - AKB48、松井珠、松井玲、中西、桑原、松下、山下
33. 10年櫻 - AKB48、松井珠、松井玲、中西、桑原、松下、山下
34. MC4 - 大島優
35. 為何降生在這美好世界（なんて素敵な世界に生まれたのだろう） - AKB48、松井珠、松井玲、中西、桑原、松下、山下

安可曲
1. AKB參上! - AKB48
2. 機尾雲 - AKB48
3. MC5 - AKB48、松井珠、松井玲、中西、桑原、松下、山下
4. BINGO! - AKB48、松井珠、松井玲、中西、桑原、松下、山下

- 表演後播報：秋元才加

※宣佈全國巡迴演唱會（8月11日：大阪難波Hatch、8月12日：Zepp名古屋、8月15日：Zepp福岡、8月22～23日：東京日本武道館）
※宣佈海外公演（4月26日當天：SKE48香港、7月：AKB48巴黎、10月：AKB48康城）

### 第3場公演
- 舉行日期及時間：4月26日、入場時間17:00、出演時間18:00[1]
- 表演前播報：大島麻衣

1. overture
2. 甜蜜股關節（甘い股関節） - 大島麻
3. 最終鐘聲鳴響（最終ベルが鳴る） - Team K
4. 白襯衫（白いシャツ） - Team B、內田、岩佐
5. Dear my teacher - Team A
6. MC1 - Team A、川崎
7. Blue rose - 大堀、秋元、增田、宮澤
8. 無望之淚（てもでもの涙）- 柏木、佐伯
9. Glory days - 桑原、松井珠、中西
10. 心型病毒（ハート型ウィルス） - 板野、前田、篠田
11. 雨珠鋼琴師（雨のピアニスト） - 松井玲、山下、松下
12. 種子 - no3b（小嶋、高橋、峯岸）
13. MC2 - no3b（小嶋、高橋、峯岸）、松井珠、松井玲
14. 初戀衝刺 - 走廊奔跑隊（渡邊、仲川、平嶋、多田）
15. 幹勁煙花 - 走廊奔跑隊（渡邊、仲川、平嶋、多田）
16. 草原的奇蹟（草原の奇跡） - Team K
17. 大家一起來（みなさんもご一緒に） - Team B、內田、岩佐
18. Only today - Team A、瓜屋、野中
19. MC3 - 佐藤亞、藤江、板野、大島優、河西、小林、佐藤夏
20. 櫻花的花瓣們 - 石田、上遠野、前田亞、菊地、內田、瓜屋、大家、鈴木紫、林、鈴木瑪、佐藤堇、岩佐、松井咲、小森、中西、松井玲、桑原、松下、山下
21. 裙襬飄飄 - 前田敦、高橋、小嶋、大島麻、小野、渡邊、松井珠
22. 想見你 - Team A、K、B（北原、佐藤亞、中田、宮崎、秋元、大堀、奧、河西、倉持、小林、近野、野呂、增田、宮澤、浦野、多田、柏木、片山、小原、指原、仲川、中塚、平嶋、他多數）
23. 制服真礙事 - 板野、大島麻、小嶋、篠田、高橋、高城、前田敦、峯岸
24. 曾不屑一顧的愛情 - 板野、大島麻、小嶋、篠田、高橋、高城、前田敦、峯岸、秋元、小野、河西、倉持、小林、佐藤夏、宮澤、增田
25. BINGO! - 4、5期生（佐藤亞、成瀨、北原、瓜屋、宮崎、仁藤、石田、內田、小原、指原、藤江、近野、大家、中塚、中田、中西）
26. 我的太陽 - 秋元、大堀、奧、小林、倉持、佐藤夏、野呂、增田、松原、浦野、多田、片山、仲川、平嶋、米澤、田名部、仲谷、菊地
27. 妳正在看着夕陽嗎？ - 板野、前田敦、小嶋、高橋、峯岸、小野、河西、宮澤、柏木、渡邊
28. 浪漫，不需要 - 大島麻、北原、佐藤亞、佐藤由、篠田、高城、高橋、中田、藤江、宮崎、秋元、奧、大堀、倉持、小林、佐藤夏、近野、野呂、松原、增田、多田、浦野、片山、小原、指原、平嶋、仲川、中塚、仲谷、仁藤、米澤
29. Baby! Baby! Baby! - Team A、K、B
30. 大聲鑽石 - AKB48、松井珠、松井玲、中西、桑原、松下、山下
31. 10年櫻 - AKB48、松井珠、松井玲、中西、桑原、松下、山下
32. MC4
33. 在藍天旁（青空のそばにいて） - AKB48、松井珠、松井玲、中西、桑原、松下、山下

安可曲
1. AKB參上! - AKB48
2. 機尾雲 - AKB48
3. 大島麻衣、川崎希、早野薰畢業式 - 全員
4. 勇敢的我們（勇敢な僕ら） - 折井、星野
5. 驚喜之淚！（涙サプライズ！） - 板野、小野、河西、柏木、北原、小嶋、小森、指原、篠田、高橋、仁藤、藤江、前田、松井珠、松井玲、峯岸、宮崎、宮澤、渡邊

- 表演後播報：大島麻衣

※宣佈新單曲「驚喜之淚！」的選拔成員
※宣佈下一張單曲（Maybe是藉口）選拔成員將由AKB48總選舉決定。

## 公佈
- 4期生瓜屋茜於演唱會中決定從AKB48中畢業[7]。
- 發表最新單曲驚喜之淚！，並於2009年6月24日發售[7][13]。
- 宣佈G-Rosso劇場為第2劇場，並將會進行公演[14][15][16]。
- 宣佈將會舉行全國巡迴演唱會及海外公演，而第13張單曲將會以選拔總選舉來決定選拔成員[7][17][18][19]。

## DVD
演唱會的DVD由AKS於2009年8月8日負責發行，分為DVD版本及Premium BOX版本。DVD版本收錄演唱會的第3場公演、畢業式及幕後花絮；而Premium BOX版本則收錄演唱會的第1至3場公演、畢業式及幕後花絮，並附送128頁寫真集及隨機5張生寫真。